# 공구

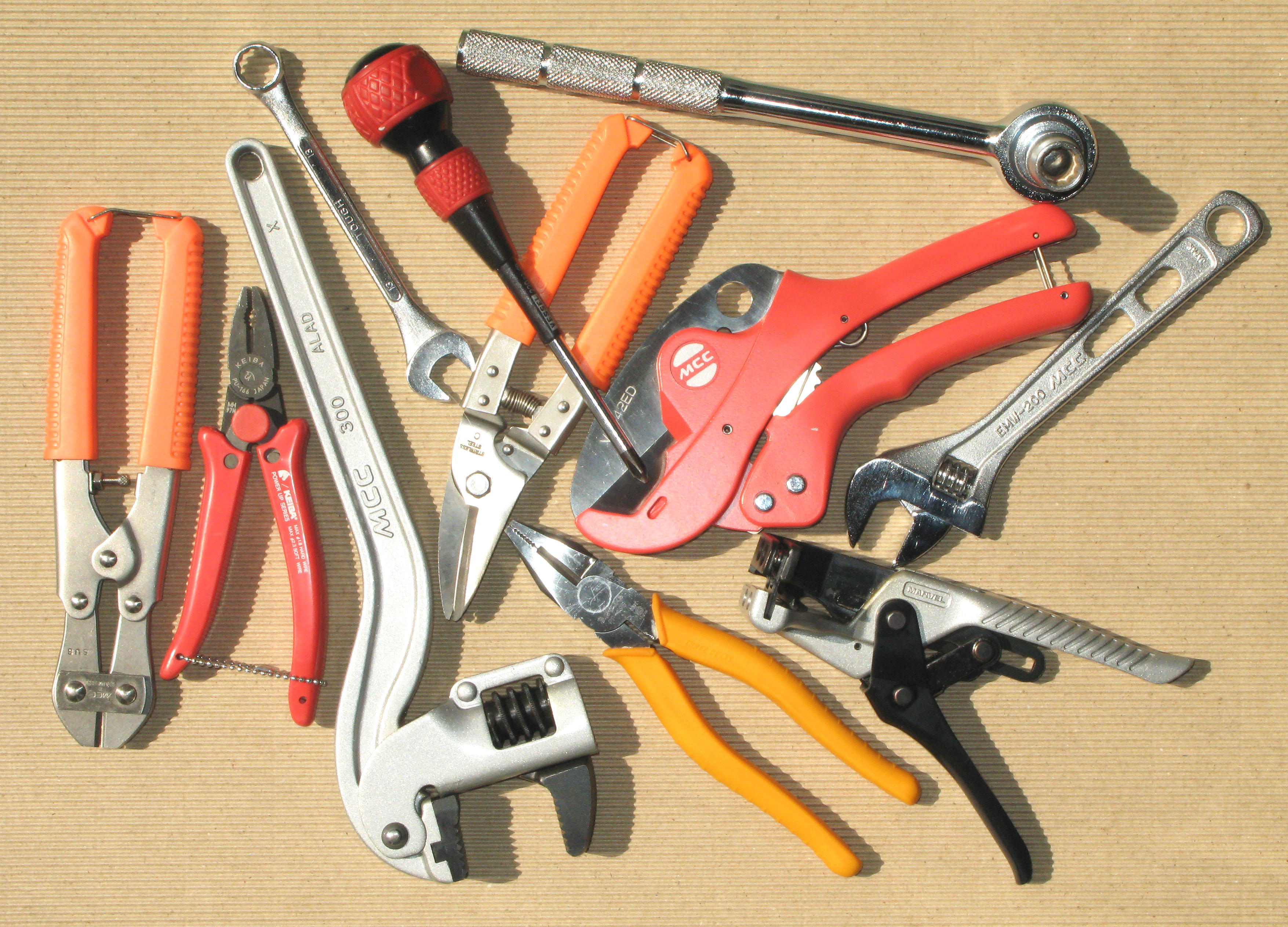
공구의 종류

공구(工具)는 공작에 이용하는 도구이다. 기계 가공, 전기 공사, 목수 등 다양한 용도의 공구가 있다. 공작 기계의 칼날도 공구로 불린다.

## 같이 보기
- 공구관리